# Pietro Lorenzetti
Pour les articles homonymes, voir Lorenzetti.
Pietro Lorenzetti ou Pietro Laurati (Sienne, vers 1280  - Sienne, 1348) est un peintre siennois du XIVe siècle qui fut actif à partir de 1305.

## Biographie
Lorenzetti a été actif entre 1305 et 1345 environ. Il a été influencé par Giovanni Pisano et Giotto et a travaillé aux côtés de Simone Martini à Assise. Avec son frère Ambrogio Lorenzetti (à partir de 1324), il a contribué à introduire le naturalisme dans l'art siennois, quittant les attributs byzantins de cette époque, avec Giotto et leurs suivants Bernardo Daddi et Maso di Banco.
Il est probablement mort de la peste noire avec son frère en 1348.

## Œuvres
- Maestà de Cortone (1315-1320), détrempe sur panneau, musée diocésain de Cortone.
- Le polyptyque Tarlati (Vergine col Bambino e i Santi Giovanni Evangelista, Donato, Giovanni Battista e Matteo...) (1320), (sans prédelle) du maître-autel de l'église Santa Maria della Pieve d'Arezzo.
- la Madonna di Monticchiello (partie de polyptyque), musée diocésain de Pienza (œuvre d'abord attribuée à son frère puis à un « Maître de Monticchiello »).
- Le Polyptyque des Carmes  (Pala del Carmine, signée et datée 1329), pinacothèque nationale de Sienne.
- Crucifixion entre la Vierge pleurant et saint Jean l'Évangéliste, avec sainte Catherine d'Alexandrie (?), sainte Lucie et deux anges en adoration devant le Rédempteur, vers 1315-1320, tempera et or sur bois, 47 × 45,5 cm, Collection Alana 2012, [5][6].
- Naissance de la Vierge (1335-1342), un de ses derniers travaux, conservée au Museo dell'Opera Metropolitana del Duomo de Sienne.
- Parmi les fresques de l'église inférieure de la basilique Saint-François d'Assise à Assise, on trouve L'Arrivée du Christ à Jérusalem et L'Arrestation du Christ avec un vrai ciel de nuit avec étoiles et La Déposition de la croix[7]. Vierge à l'Enfant avec saint Jean-Baptiste et François dans la chapelle Orsini.
- Jésus devant Pilate, peinture sur bois, 38 × 27,5 cm, musées du Vatican, Rome.
- Vierge à l'Enfant en majesté, et deux crucifix peints dont un chantourné, musée diocésain, Cortone.
- Vierge à l'Enfant trônant parmi les anges (1340 env.), détrempe sur bois, 145 × 122 cm, musée des Offices, Florence[8].
- Retable de la Bienheureuse Humilité (1340 env.), détrempe sur bois, 3 panneaux, 7 médaillons, musée des Offices, Florence.
- L'Adoration des mages (1335-1340), musée du Louvre[9].
- Sainte Agathe (1315 env.), musée de Tessé, Le Mans.
- Sainte Élisabeth, vers 1330-1340, 69,8 × 37 cm  (élément d'un polyptyque), musée du Louvre, Paris.
- Saint Zacharie, vers 1330-1340, 70 × 36,5 cm  (élément d'un polyptyque), musée du Louvre, Paris.

Œuvres de Pietro Lorenzetti
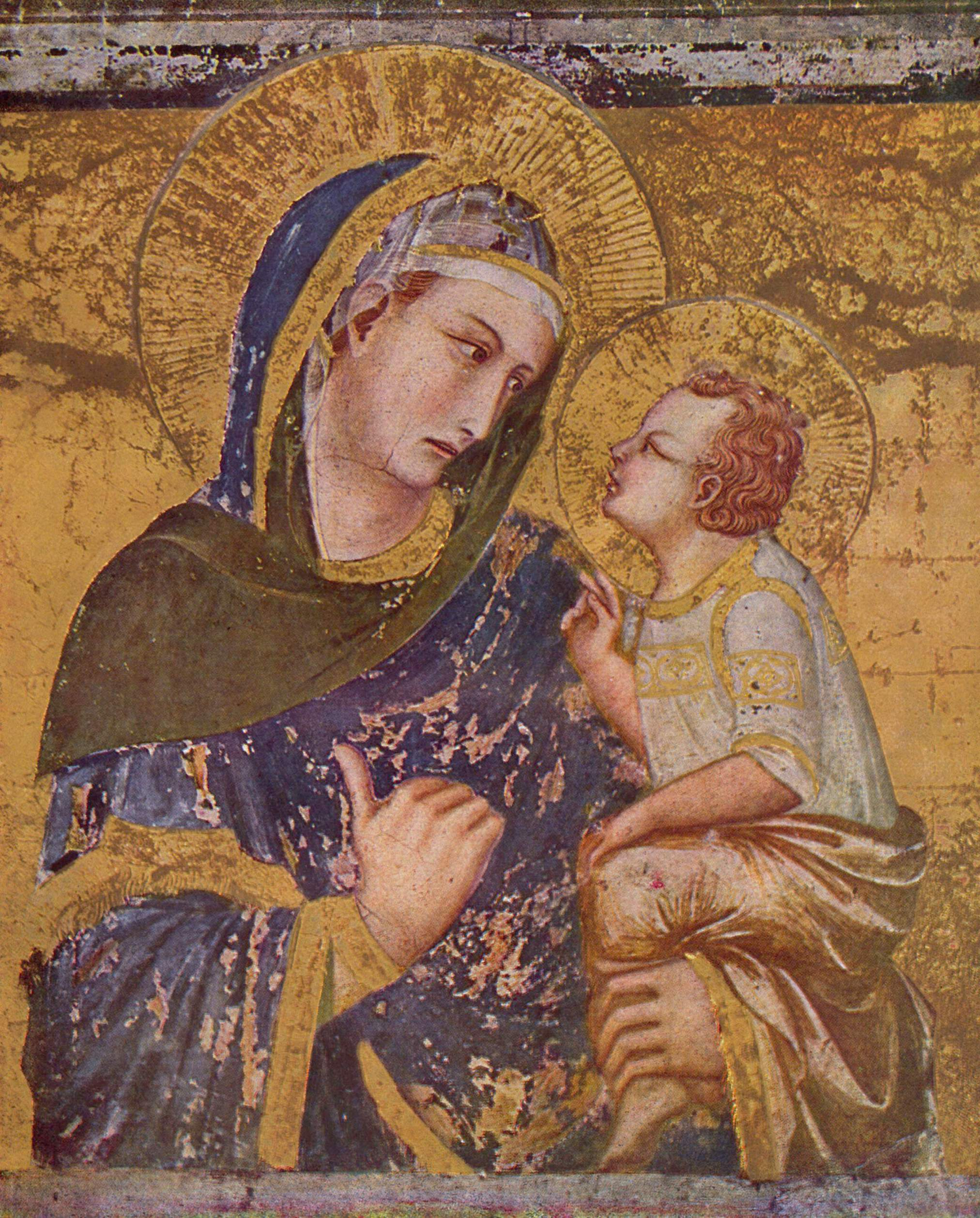
Madonna dei Tramonti (vers 1330), basilique Saint-François d'Assise.
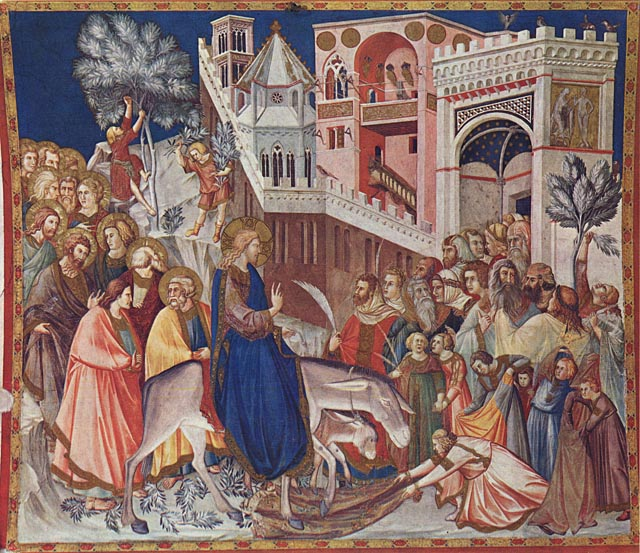
Arrivée du Christ à Jérusalem, basilique Saint-François d'Assise.
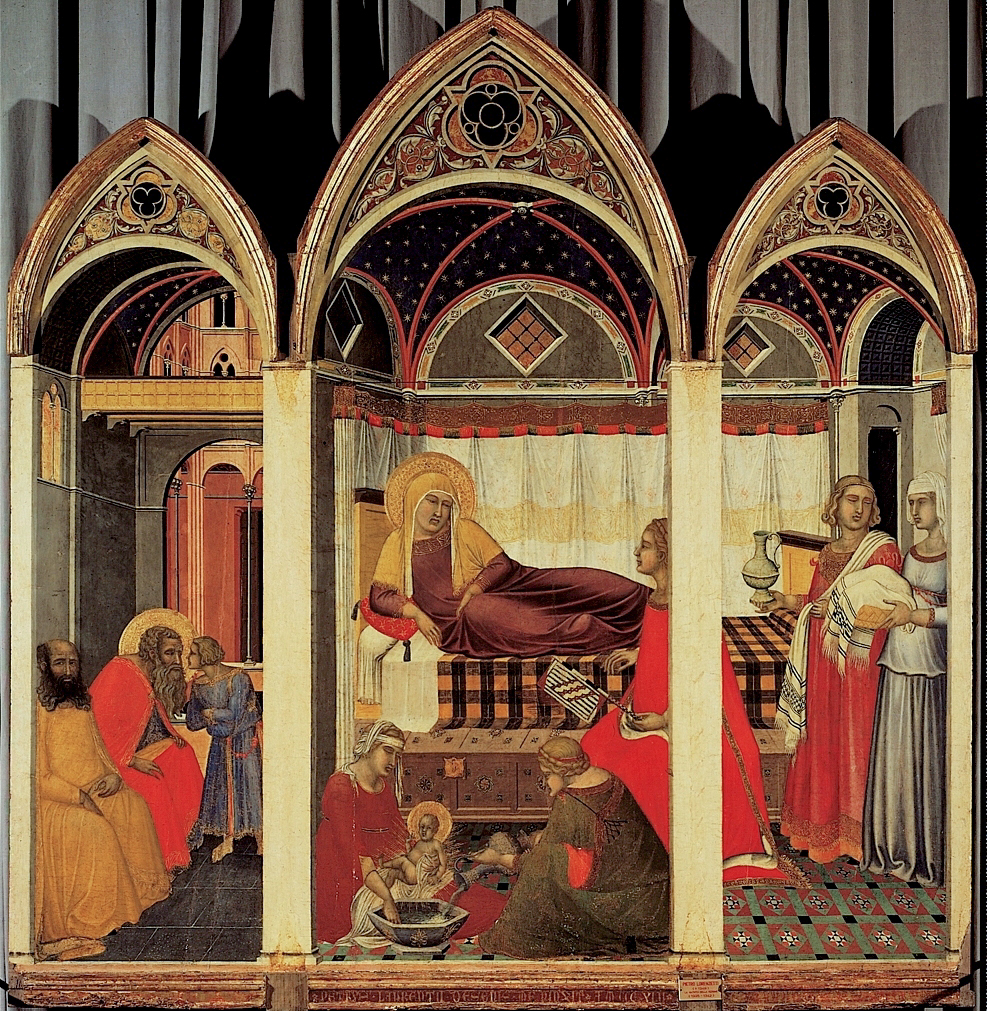
Nativité de la Vierge, Sienne, musée de l'Œuvre du Duomo.
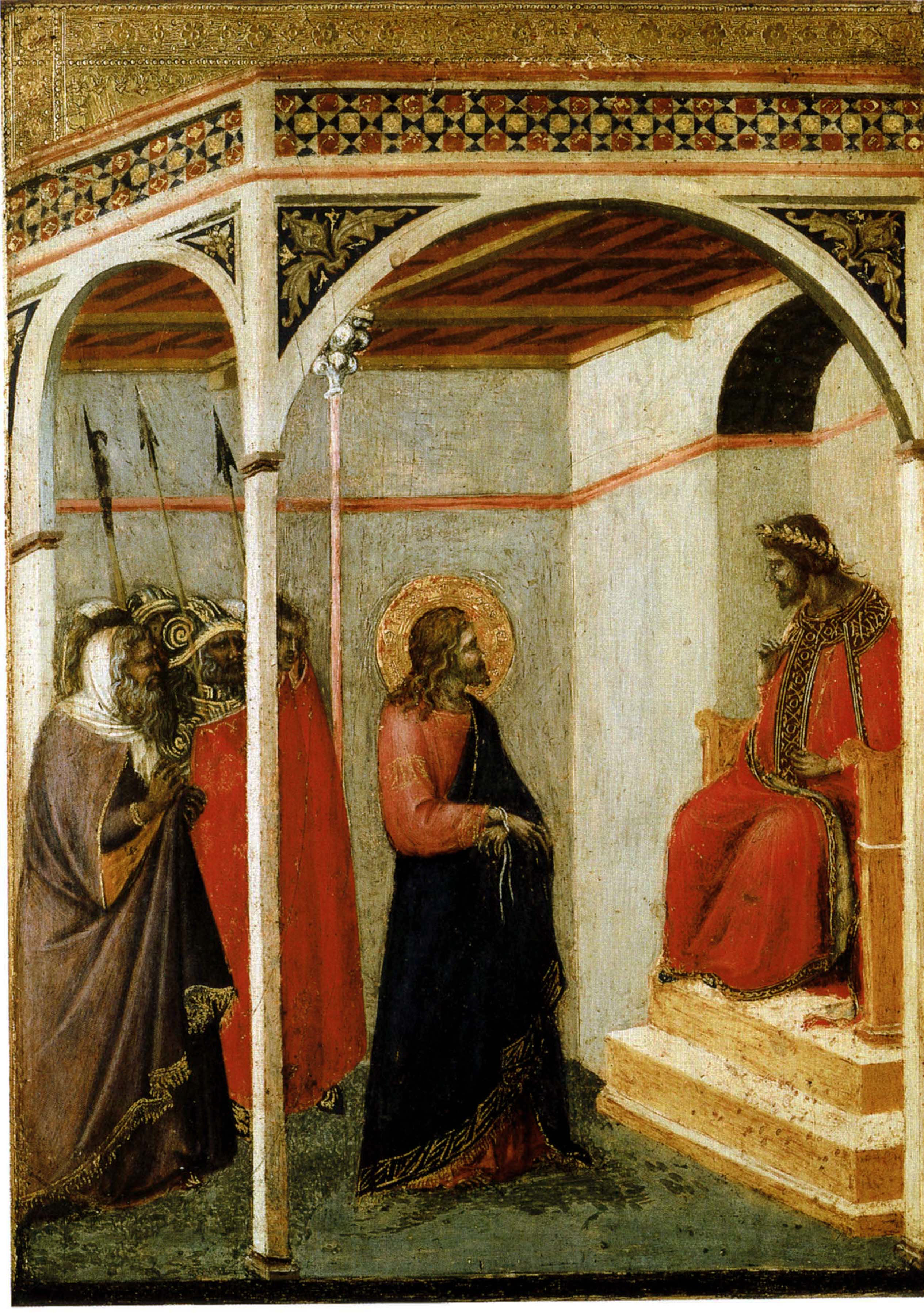
Crucifixion, Rome, Pinacothèque vaticane.
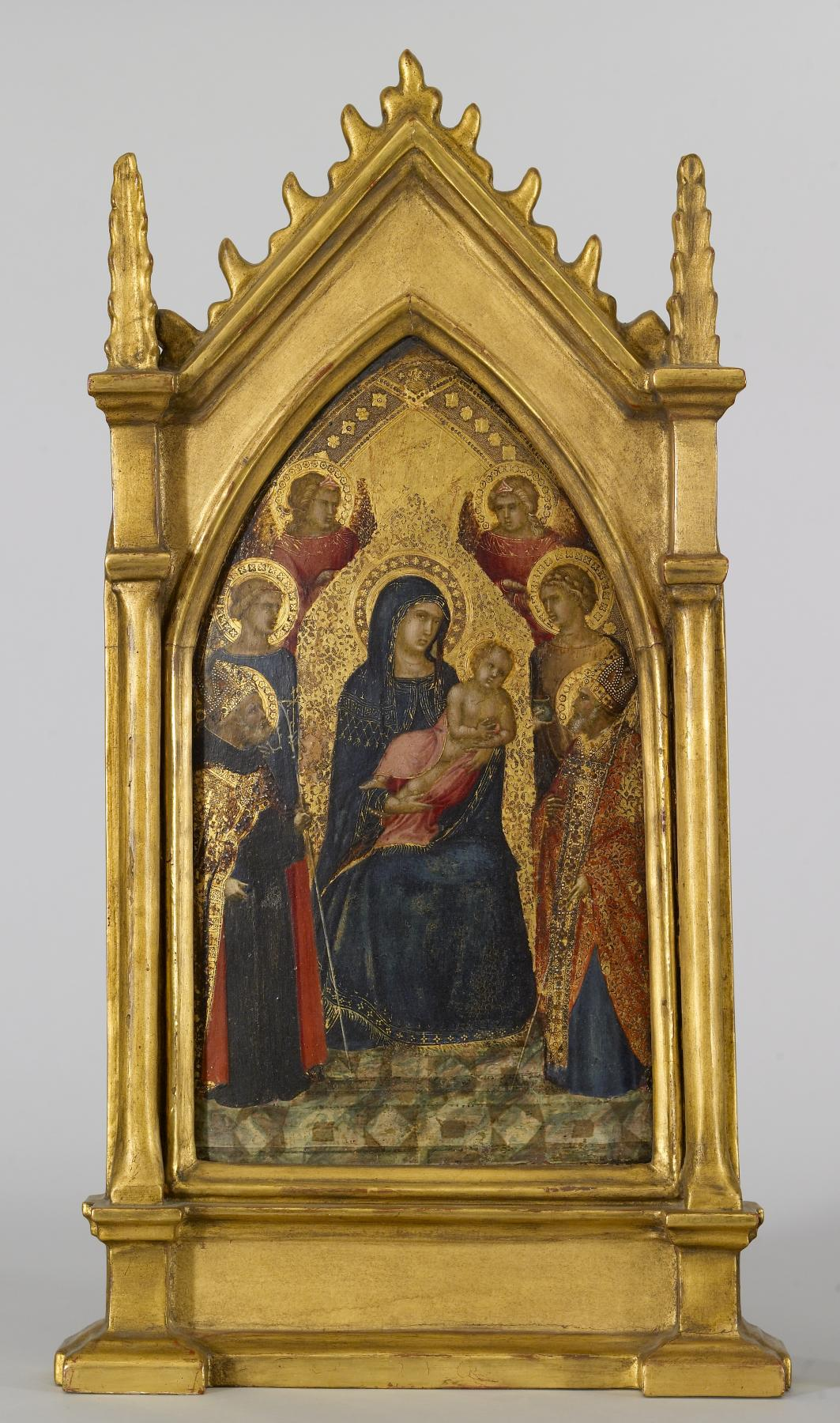
La Vierge et l'Enfant avec les Saints et les Anges, Baltimore, Walters Art Museum.
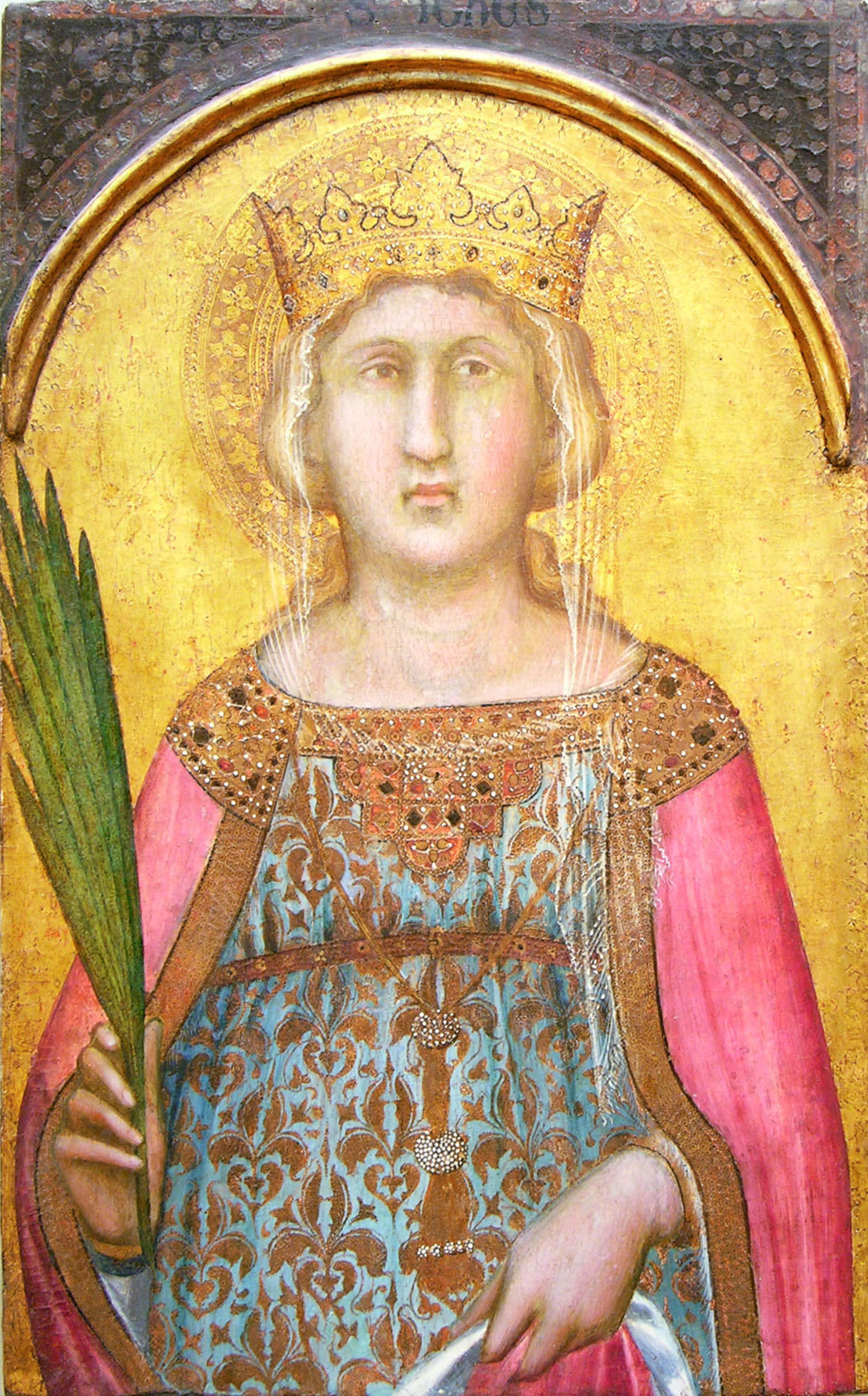
Sainte Catherine d'Alexandrie, New York, Metropolitan Museum of Art.
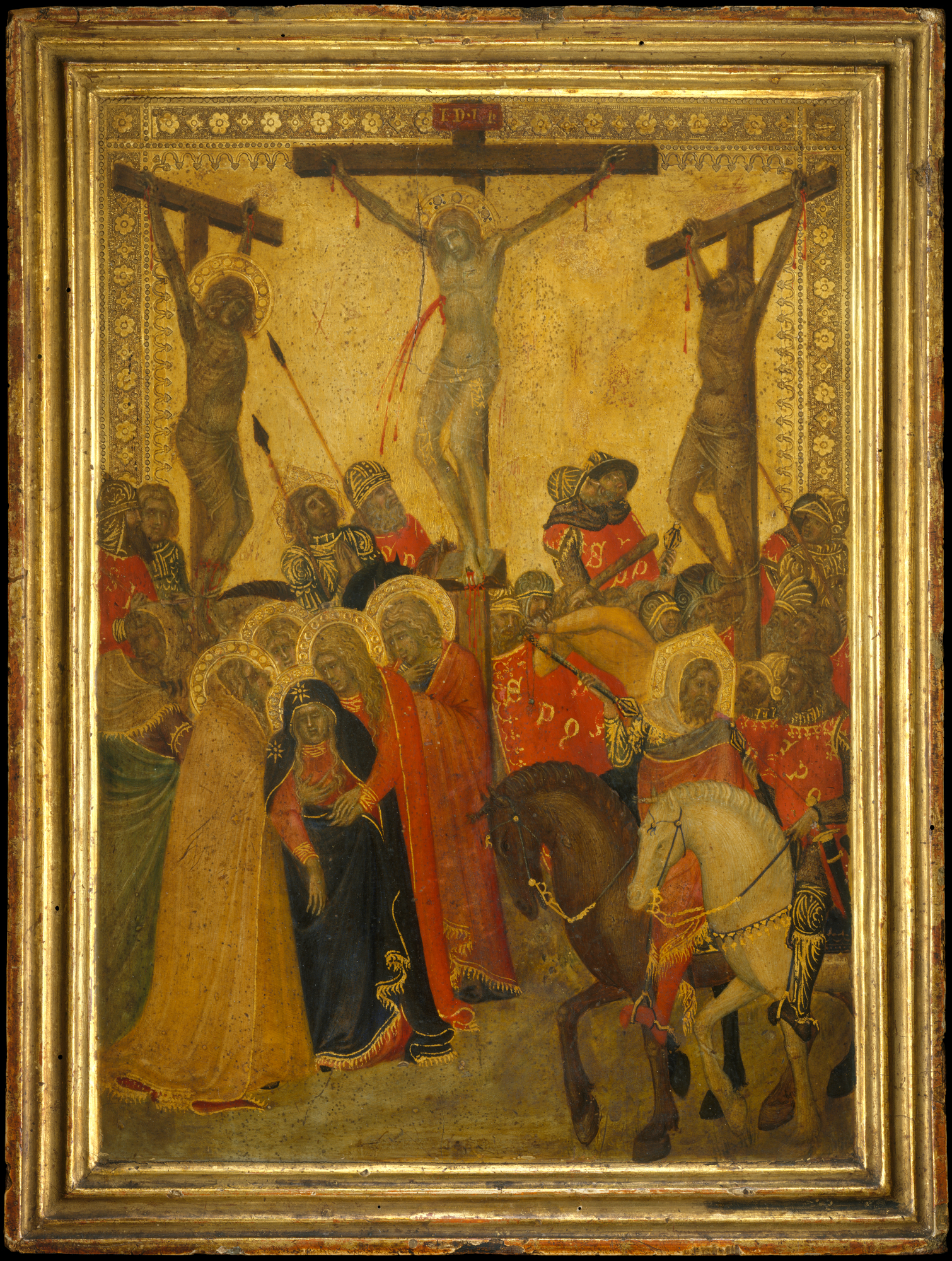
Crucifixion, New York, Metropolitan Museum of Art.
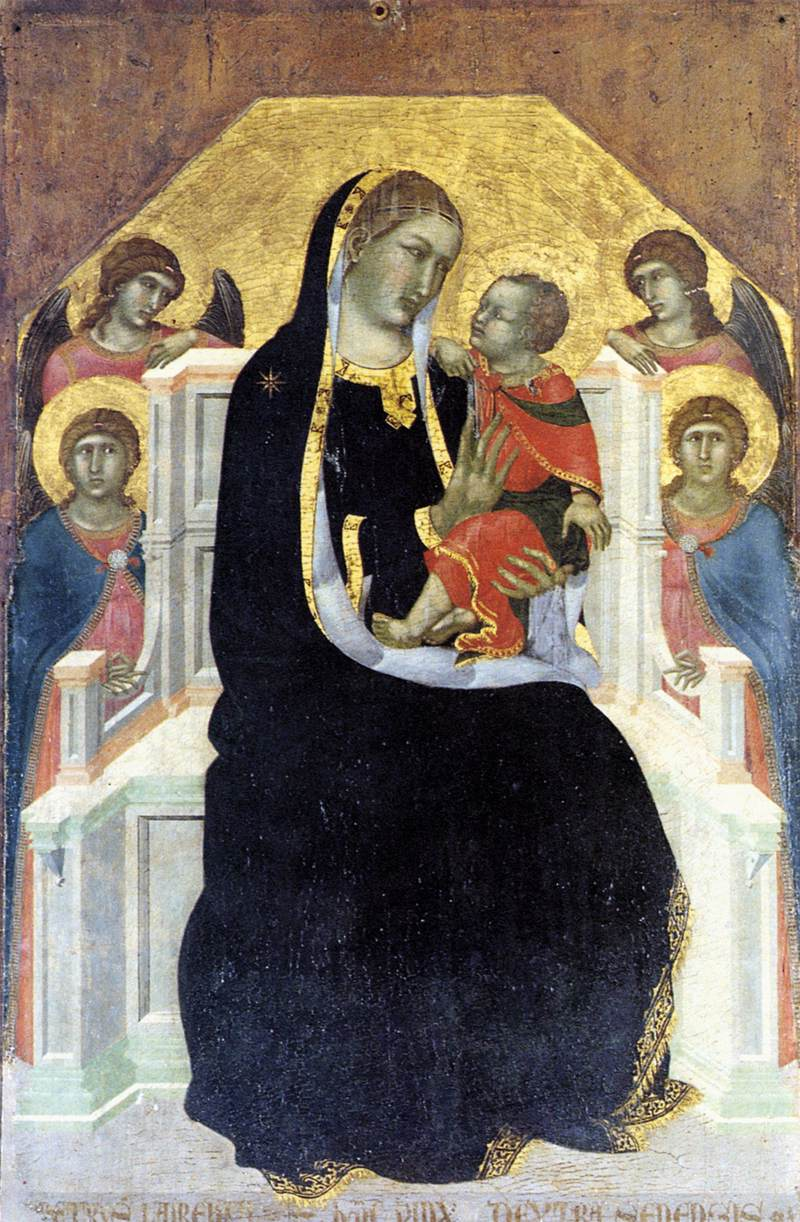
Maestà, Cortone, musée diocésain.